# Lakenburg
Lakenburg is een villa en voormalig kasteel in het Nederlandse dorp Wamel, provincie Gelderland.

## Geschiedenis
Op basis van 18e-eeuwse tekeningen kan worden gesteld dat Lakenburg in de 16e eeuw is gebouwd. De oudste vermelding van Lakenburg dateert uit de 17e eeuw, toen Johan van Balveren de eigenaar van het huis was. Hij wordt in 1662 vermeld in een conceptakte over het opdragen van Lakenburg als leen aan de Staten van Gelre en Zutphen. Dit voornemen is overigens nooit uitgevoerd.
Johan was getrouwd met Maria van Lawick. Toen hun dochter Sibilia Elisabeth van Balveren overleed in 1746 kwam de Lakenburg in handen van haar zoon Ernst van der Lawick. Deze overleed reeds in 1749 en liet het huis na als legaat aan Nicolaas Hans Willem baron van Delen. Aan dit legaat was wel een voorwaarde verbonden: mocht Nicolaas kinderloos blijven, dan zou het huis na zijn overlijden overgaan naar de kinderen van Steven van Delen en diens echtgenote Johanna Helena van Zutphen. Inderdaad stierf Nicolaas in 1793 zonder nageslacht en ging het huis over naar de nakomelingen van Steven en Johanna.
In de tweede helft van de 19e eeuw verbouwde Jacob Jan Hendrik van Delen, burgemeester van Wamel, de Lakenburg tot de huidige gepleisterde villa. Van het 17e-eeuwse huis bleven slechts enkele delen gespaard. De 16e-eeuwse poorttoren werd geheel gesloopt.

## Beschrijving
Tekeningen uit de 18e eeuw tonen een omgracht kasteelterrein met drie 17e-eeuwse woonvleugels die tegen elkaar aan waren gebouwd. De vleugels hadden elk een eigen zadeldak en aan weerszijden tuitgevels. De westelijke vleugel was langer dan de andere twee en lijkt te zijn gebouwd in twee aparte fasen. Een 16e-eeuwse poorttoren stond overhoeks geplaatst op de noordoosthoek van het voorplein. De voorburcht was mogelijk ommuurd.

### Villa Lakenburg
In de 2e helft van de 19e eeuw werd het huis omgebouwd tot een bepleisterde villa van twee bouwlagen onder een schilddak met dakkapellen. Zowel de voor- als achterzijde bestaan uit vijf traveeën. Aan de oostzijde is een uitbouw geplaatst. In het souterrain en de kelder zijn nog restanten van het 17e-eeuwse huis bewaard gebleven. Ook is er nog 17e-eeuws muurwerk in de zuidelijke helft van de villa aanwezig.
Rondom het terrein ligt een gracht. De oorspronkelijke slotgracht direct rondom het huis was al gedempt vóór de verbouwing in de 19e eeuw.
Het huis wordt anno 2022 particulier bewoond.
Aalst · Aardenburg · Acquoy · Aerdt · Agistaldaburg · Ahof · Aldenhaag · Aller · Ambe · Ammersoyen · Ampsen · Andelst · Angeroyen · Appelburg · Appelse walburg · Appeltern · Arler · Baak · Babberich · Baer · Baerle · Bakerbosch · Balgoij · Barlham · Batenburg · Beek · Beerenclaauw · Bemmel · Bevervoorde · Bergh · Biljoen · Bingerden · Blankenborg (Laren) · Blankenborg · Blauwe Huis · Blokhuis (Ravenswaaij) · Boelenham · Boetselaersborg · Borculo · Boswaai · Brakel · Den Brakel · Den Bramel · Bredevoort · Broekhuizen · Bronkhorst · Bruchem · Bruinhorst · Brunsberg · Bulkestein · Bunswaard · Burcht van Tiel · Buren · De Buurse · Byland · Byvanck · Caetshage · Camphuysen · De Cannenburch · de Cloese · Coldenhove · Culemborg · Dedinckweerd · Delwijnen · Didam · Diepenbroek · Hof te Dieren · Huis Dijck · Dikke Tinne · Doddendaal · Dodewaard · Doornenburg · Doornik · Doorwerth · Dooyenburg · Dorth · Doseburg · Drakenburg · Dreumel · Druten · Duivelshuis · Eerbeek · De Ehze · Elburg · Eldrik · Emmerik · Engelenburg · Groot Engelenburg · Engelrode · Enghuizen · Enspijk · De Essenburgh · Essenpas · Est · Fokkinck · Gameren · Geerestein · Geldermalsen · De Gelderse Toren · Geldersweerd · Gellicum · Gendt · Gennepestein · Glindhorst · Goudenstein · ‘s-Grevenhoef · Groot Hell · Groenlo · Groesbeek · Huis te Groesbeek · Grunsfoort · Gulden Spijker · Hackfort · Hackforts Veenhuis · Hagen · Hagevoort · Hamerden · Hanepol · Harreveld · Harslo · Hassink · Het Haveke · Hedel · Heeckeren · De Heegh · Hees · De Heest · Hellouw · Hemmen · Hernen · Motte van Hernen · Heumen · Heusden · Hoekelum · Hoekenburg · De Hoeve · De Hof · Hof d'Ooy · Hof van Arkel · Huis het Holt · Holthuis · Het Holtslag · Ter Horst · Houberg · St. Hubertus · Huissen · Hulhuizen · Hulkestein · Hulsen · Hunneschans bij De Duno · Hunneschans bij Uddel · Jonker Bloo · 't Joppe · De Kamp · Karssenberg · Kemnade · Keppel · Kermestein · Kernhem · Kervel · Kiefskamp · De Kinkelenburg · Klein Enghuizen · Kleverburg · Kortenhoeve · Laag Helbergen · Lakenburg · Landfort · Langen · Latenstein · De Lathmer · Lathum · Ter Lede · Leegpoel · Leemcuyl · Leeuwen · Leeuwenbergh · Lensenburg · Lent · Leur · Leuvenum · Leyenburg · Lichtenvoorde · Lievenstein · Loenen · Loevestein · Loil · Loowaard · Luynhorst · Hof te Maasbommel · Magerhorst · Malburgen · Malderburcht · Malsen · Manhorst · Marhulsen · De Marsch · Marveld · Mathena · Maurik · Medel · Medestein · 't Medler · Meinerswijk · De Mellard · Mensink · Mergelp · Meteren · 't Meyerink · Middachten · Millingen · Mussenberg · Nagelhorst · Nederhagen · Nederhemert · Neerijnen · Huis Neerijnen · De Nesch · Nettelhorst · Nieuwe Blokhuis ·  Nijburg · Nijenbeek · Old Putten · Notenstein · Nye Huis · Olde Spijker · Oldenaller · Oldenhof (Driel) · Oldenhof (Heteren) · De Ooij · Oolde · Oud Oolde · Oosterhout · Ophemert · Opijnen · Oud Ampsen · Oude Blokhuis · Het Oude Loo · Oude Voorst · Oudenborch · Oud-Wisch · Huis te Overasselt · Overeng · Overhagen · Overlaar · 't Oye · Palmestein · De Parck · Persingen · Plekenpol · Ploen · Pluimenburg · Poederoijen · Poelwijck · Poelwijk · De Pol (Dreumel) · Huis de Poll (Huis te Gietelo) · De Poll (Huissen) · Pollenbering · Pollenstein · Puttenstein · Het Raasink · Ravenhorst · De Rees · Ressen · Reuversweerd · Reygersfoort · Rhijnestein · Huis Rijswijk · Rode Toren · Roode Wald · Rosande · Rosendael · Rossum · Rumpt · Ruurlo · Rijsselt · Schadewijk · Schaffelaar · Scherpenzeel · Schoonbroek · Schoonderbeek · Schoonenburg · Schuilenburg · Schuilkerke · Hof te Seelbeek · Sevenaer I · Sevenaer II · Sinderen (Oude IJsselstreek) · Sinderen (Voorst) · Slangenburg · Sleeburg · Slimsijp · De Snor · Soelen · Spaansweerd · Spaldorp · Spijk · Staverden · Sterkenburg · Swanepol · Tarthorst · Teisterbant (Kerk-Avezaath) · Teisterbant (Kerkdriel) · Ter Dicke · Tolhuis · Tolhuis (Tiel) · Tollenburg · Tongerlo · Toren van Wely · Tuil · Ubbergen · Uilenburg (Ewijk) · Uilenburg (Heteren) · Ulenpas · Ulft · Upladen · Valburg · Valkhofburcht · Valkhofpalts · Vanenburg · Varik · Hof te Varsseveld · 't Velde · Velhorst · Verwolde · Vierakker · De Voorst · Voorstonden · Vorden · Vosbergen · Vredenburg · Vredestein (Driel) · Vredestein (Ravenswaaij) · Vuren · Waardenburg · Waddestein · Wadenoijen · Waede · Wageningen · Walfort · 't Waliën · De Wardt · Watergoor · Watermeerwijk · Wayenstein (Huis te Herwijnen) · Well (Huis van Malsen) · Weijenrade · Westenburg · Westerholt · Weurt · De Wiersse · Wijenburg (Echteld) · De Wildenborch · De Wildt · Wilp · Wilperhorst · Winssen · Wisch · Wychen · Wolfswaard · Woolbeek · Yrst · IJzendoorn · Zeeland · Zilveren Spijker · Zuilichem · Zwaluwenburg · Zwanenburg (Heerde) · Zwanenburg (Megchelen)